# Нокс (окръг, Индиана)
Вижте пояснителната страница за други значения на Нокс.
Окръг Нокс (на английски: Knox County) е окръг в щата Индиана, Съединени американски щати. Площта му е 1357 km², а населението е 36 282 души (1 април 2020). Административен център е град Вансен.